# Piotr Wasilewski (siatkarz)
Piotr Wasilewski (ur. 17 września 1964) – polski siatkarz i trener siatkówki, mistrz i reprezentant Polski. 
Jego syn Alan, również był siatkarzem. Jego synowa Iga Chojnacka także gra zawodowo w siatkówkę.

## Kariera sportowa
Jest wychowankiem klubu Len Żyrardów. Od 1983 reprezentował barwy Legii Warszawa, z którą zdobył mistrzostwo Polski w 1984 i1986, wicemistrzostwo Polski w 1985, Puchar Polski w 1984. W 1989 został przez Przegląd Sportowy uznany najlepszy graczem ligi, chociaż jego drużyna zajęła w rozgrywkach dopiero siódme miejsce. Odszedł z Legii w 1991, w sezonie 1991/1992 reprezentował barwy belgijskiej drużyny Genk, w latach 1992–1994 grał we francuskim Saint Michel Tourcoing. Od 1995 do 2000 występował ponownie w polskiej ekstraklasie w barwach Legii Warszawa i wywalczył wicemistrzostwo Polski w 1996.
W reprezentacji Polski seniorów debiutował 18 kwietnia 1985 w towarzyskim spotkaniu z Grecją. Wystąpił m.in. na mistrzostwach Europy w 1989, 1991 i 1993 (we wszystkich startach siódme miejsce). Ostatni raz w biało-czerwonych barwach zagrał 21 listopada 1993 w meczu eliminacji mistrzostw świata z Łotwą. Łącznie w I reprezentacji Polski wystąpił w 180 spotkaniach, w tym 157 oficjalnych.
Po zakończeniu kariery był m.in. trenerem II-ligowej Żyrardowianki.